# Primaz do Oriente
Primaz do Oriente, também chamado de Primaz das Índias Orientais, é um título atribuído desde 1572 ao arcebispo de Goa e Damão. Naquele ano, o Papa Gregório XIII, por breve de 15 de Março, concedeu ao arcebispo de Goa o título de Primaz do Oriente, o qual tem sido mantido como uma dignidade pessoal até ao presente.